# Ryszard Szadaj
Ryszard Szadaj (ur. 5 sierpnia 1931 w Podhajcach, zm. 3 grudnia 2019 w Warszawie) – polski aktor.

## Życiorys
Studiował na Wydziale Aktorskim Państwowej Wyższej Szkoły Teatralnej im. Leona Schillera w Łodzi, ale nauki nie ukończył. W 1956 rozpoczął występy w Teatrze Ludowym w Nowej Hucie, w następnym roku grał w krakowskim Teatrze Powszechnym. W 1959 zdał egzamin eksternistyczny z aktorstwa, a następnie w sezonie 1959/1960 występował w Teatrze im. Stefana Jaracza w Olsztynie, a w sezonie 1961/1962 w Teatrze Dramatycznym im. Aleksandra Węgierki w Białymstoku. W kolejnym sezonie grał w Bałtyckim Teatrze Dramatycznym im. Juliusza Słowackiego w Koszalinie. Następnie przeprowadził się do Warszawy, gdzie współpracował z Teatrem Rozmaitości oraz zespołami estradowymi.
Pochowany na Cmentarzu Komunalnym Południowym.

## Filmografia
- Moja wojna, moja miłość (1975);
- Romans prowincjonalny (1976);
- Plebania (2008-2009);
- M jak miłość (2010);
- Barwy szczęścia (2010, 2011, 2017);
- Na dobre i na złe (2012, 2015);
- Klan (2011, 2012,2013);
- Dzień kobiet (2012);
- Na Wspólnej (2017).